# Cerro de los Siete Colores
El Macizo de los Siete Colores es un cerro ubicado en las afueras de la ciudad de Purmamarca sobre la Ruta Nacional 52 que se dirige al Paso de Jama (Frontera Argentina-Chile), a 4 kilómetros de la Ruta Nacional 9 en la provincia de Jujuy (Argentina).
La villa de Purmamarca se encuentra a sus pies y ambos forman una de las postales más reconocidas del noroeste argentino.
Fue originado alrededor de setenta y cinco millones de años atrás. Está conformado por sedimentos marinos, lacustres y fluviales que fueron depositándose en la zona durante siglos.
- Color rosado: compuesto por arcilla roja, fangolitas (fango) y arilitas (arena). Edad estimada: 3 a 4 millones de años.
- Color blanquecino: piedra caliza o calcárea, cualitas de color blanco. Edad: 400 millones de años.
- Colores pardos, marrones y morados: Compuesto por plomo y margos arnidosos, ricos en carbonato de calcio. Edad: 80 a 90 millones de años.
- Color rojo: compuesto por arcilitas (hierro) y arcillas pertenecientes al Terciario superior. Edad: 3 a 4 millones de años.
- Color verde: compuesto por filitas, pizarras de óxido de cobre. Edad: 600 millones de años.
- Color pardo terroso: fanglomerado compuesto por roca con manganeso perteneciente al Cuaternario. Edad: 1 a 2 millones de años.
- Color amarillo mostaza: areniscas calcáreas con azufre. Edad: 80 a 90 millones de años.

La mejor forma de verlo y excursionarlo es realizando un recorrido desde la ciudad de Purmamarca o realizando un trekking por la parte de atrás del cerro, llamado El Camino De Los Colorados, o escalarlo. También, se puede subir a los miradores que rodean dicho pueblo para apreciarlo de frente. La mejor parte del día para observarlo es sin duda el amanecer. 

Fue declarada en el año 2003 Sitio Patrimonio Cultural de la Humanidad de la UNESCO debido a su enorme valor cultural.

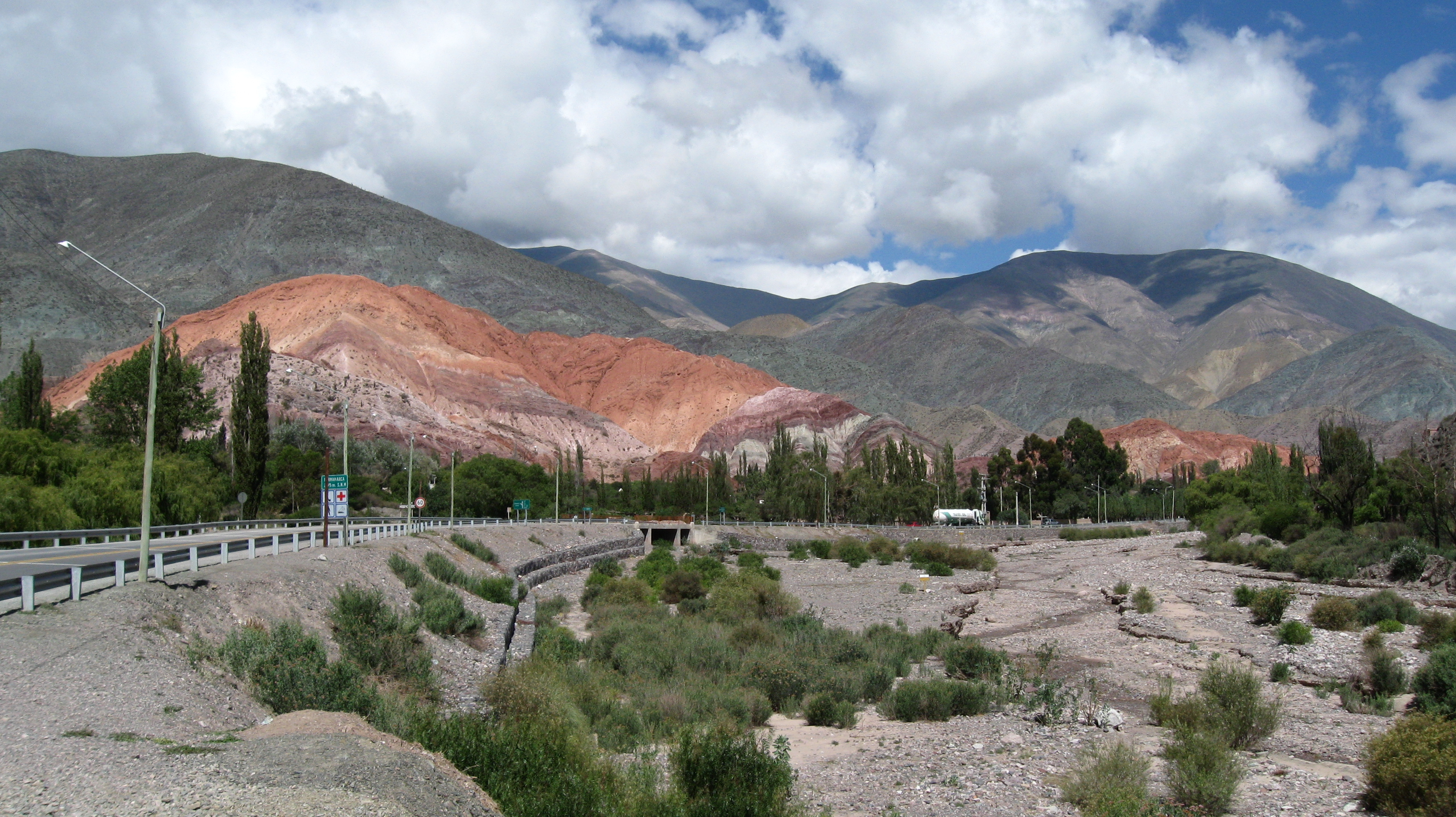
Cerro de los siete colores visto desde la Ruta
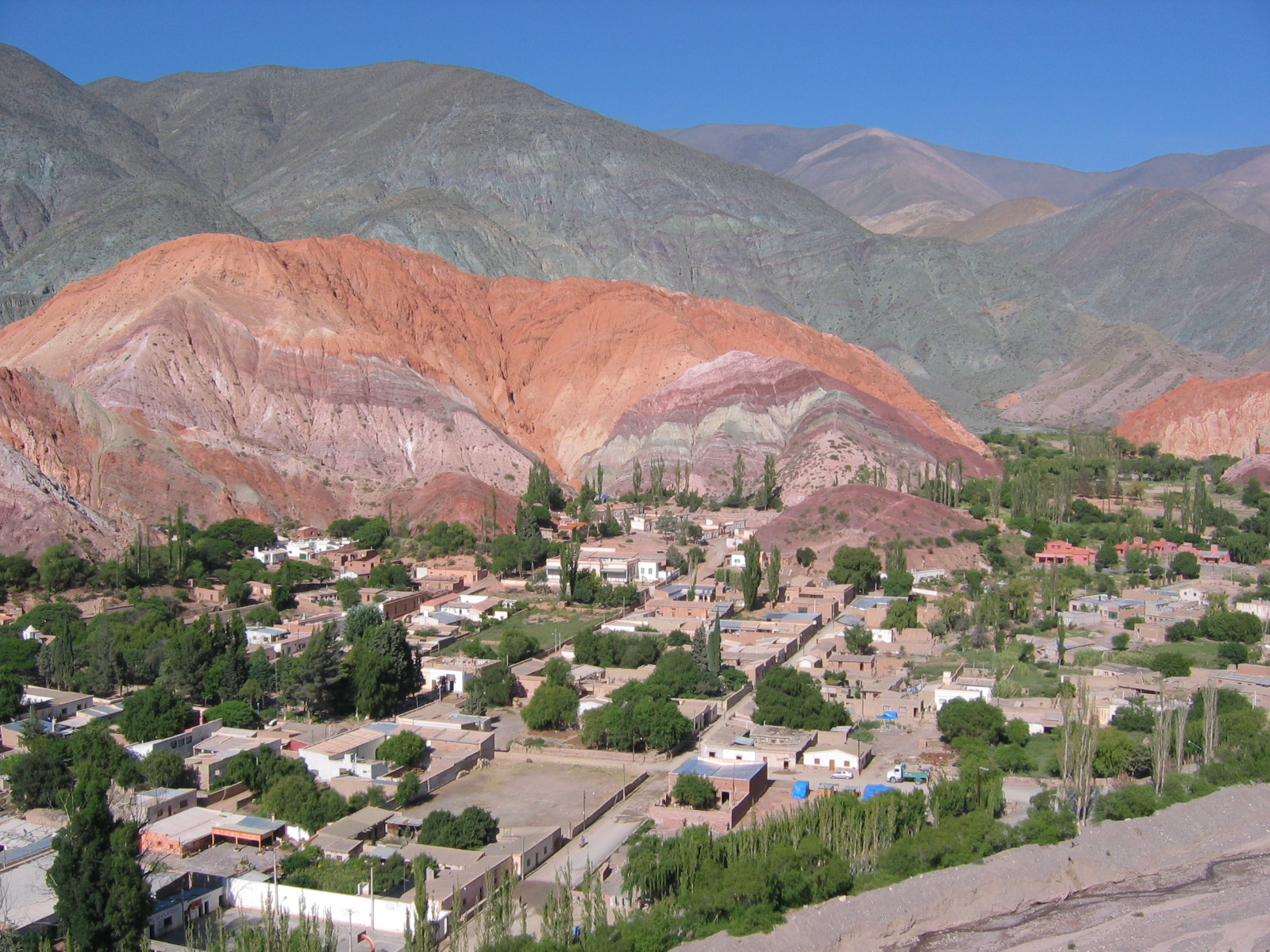
Cerro de los siete colores vista aérea
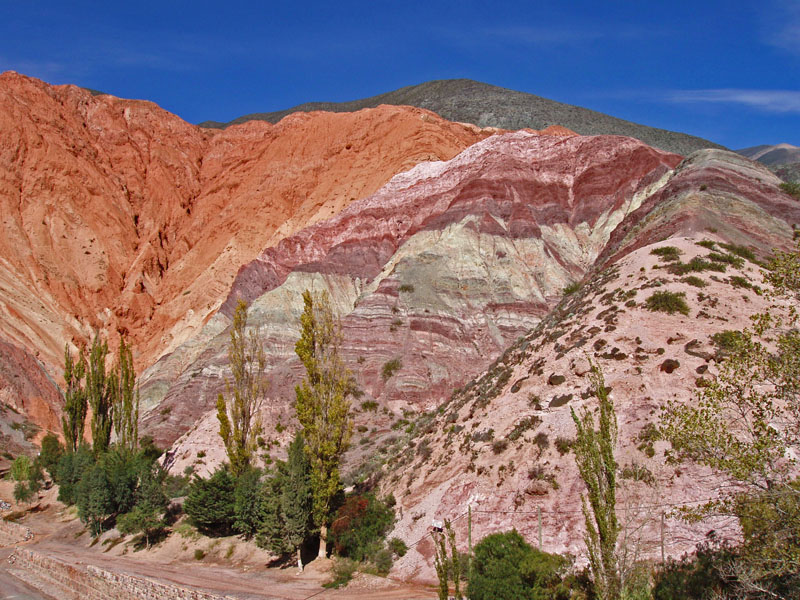
Vista Lateral